# Právnická fakulta Masarykovy univerzity
Právnická fakulta Masarykovy univerzity (PrF MU) je jedna z deseti fakult Masarykovy univerzity. Založena byla spolu s celou univerzitou v Brně roku 1919. V meziválečném období se proslavila školou normativní teorie práva, v roce 1950 byla zrušena a obnovena roku 1969. Sídlí v klasicizující budově na Veveří, nabízí vysokoškolské právní vzdělání na bakalářské (Bc.), magisterské (Mgr. a JUDr.) i doktorské (Ph.D.) úrovni.
Česká periodika publikující srovnávací žebříčky ji ve srovnání všech čtyř českých veřejných právnických fakult pravidelně hodnotí jako nejlepší z nich. Brněnskou právnickou fakultu také dlouhodobě vyhodnocuje prestižní žebříček Times Higher Education World University Rankings, publikovaný organizací Times Higher Education (THE) jako nejlepší v České republice a jednu z nejlepších v regionu střední a východní Evropy. V roce 2022 daný žebříček zařadil fakultu v kategorii právo celosvětově na 88. místo.

## Historie

### Fakulta v letech 1919–1950

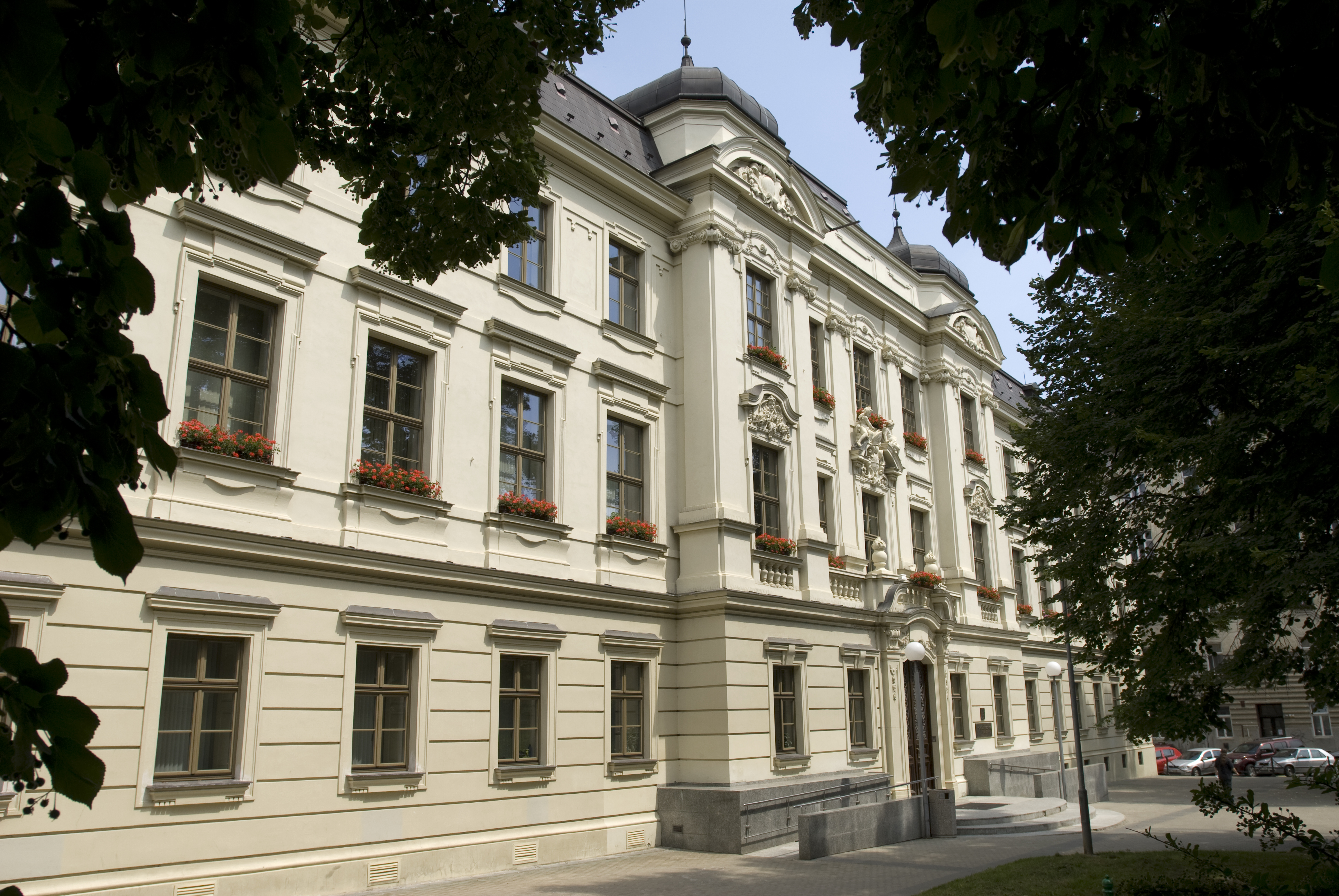
Sídlo fakulty v letech 1919–1931 (dnes rektorát VUT)

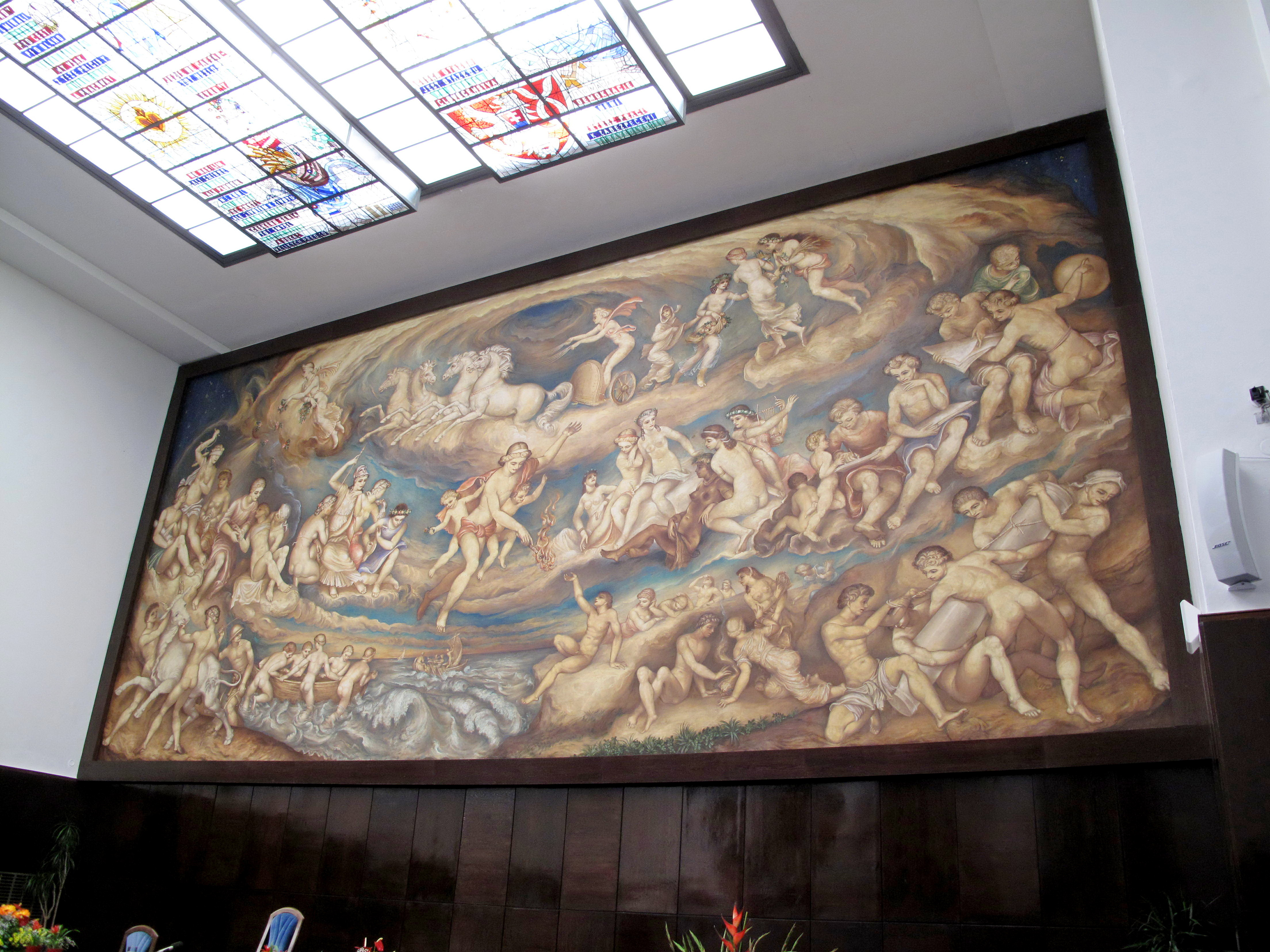
Obraz Prométheus přinášející lidstvu oheň v aule fakulty (autor Antonín Procházka)

Tradice univerzitní výuky práva na Moravě pochází z konce 17. století, v Brně se ale právo přednášelo jen v krátkém období 1778–1782, kdy sem byla přeložena olomoucká univerzita. Po zrušení její právnické fakulty v roce 1855 vznikla citelná potřeba existence nejen právnických studií, veškeré snahy o zřízení druhé české univerzity, která by byla situována do moravského hlavního města Brna a samozřejmě měla svou právnickou fakultu, v nichž se mj. angažoval tehdejší profesor a pozdější československý prezident T. G. Masaryk, však vyšly naprázdno. Bylo tomu tak zejména kvůli odporu Němců, kteří chtěli zachovat převážně německý charakter města, pouze některé právní obory byly vyučovány na české technice. Až po vzniku československé republiky mohla být tato myšlenka uskutečněna, roku 1919 vznikla Masarykova univerzita se sídlem v Brně a její právnická fakulta spolu s lékařskou zahájily výuku ještě ve školním roce 1919/1920.
Prvním děkanem se stal František Weyr, profesorský sbor dále tvořili Bohumil Baxa pro právní dějiny, Josef Vacek pro srovnávací pravovědu a církevní právo, Karel Engliš pro ekonomické nauky, Jaromír Sedláček pro občanské právo, Jaroslav Kallab pro trestní právo a Rudolf Dominik pro správní a zpočátku i římské právo. Problémem však bylo umístění fakulty, své provizorní sídlo našla v budově bývalého alumnátu na Antonínské 1 v Brně (dnes rektorát VUT). V plánu bylo vystavět na svazích Kraví Hory a souvisejících pozemcích mezi Žabovřeskami a Veveřím celou akademickou čtvrť, která by navazovala na budovy české techniky a kde měla být umístěna nejen celá univerzita a univerzitní knihovna, ale také třeba konzervatoř nebo Nejvyšší soud. Projekt však od počátku provázely značné průtahy a vzhledem k hospodářské krizi 30. let se z něj na zamýšleném Akademickém náměstí podařilo realizovat právě jen budovu právnické fakulty podle návrhu pražského architekta Aloise Dryáka. Základní kámen byl položen za účasti prezidenta republiky, členů vlády a dalších významných osobností roku 1928 a o čtyři roky později začala fakulta fungovat v nové klasicizující budově s vertikálně členěnou fasádou obloženou travertinem a červenými cihlami, která plně vyhovovala jejím potřebám. Byly zde přednáškové i seminární místnosti, pracovny profesorů, tělocvična a v přízemí celouniverzitní aula (auditorium maximum), jejíž čelní stěnu od roku 1938, s ukrytím během protektorátního období, zdobí obraz Antonína Procházky Prométheus přinášející lidstvu oheň. V budově byl umístěn také rektorát univerzity.
Fakulta byla v meziválečném období významným střediskem právní vědy, normativní teorie práva, kterou zde založil František Weyr, navazovala na vídeňskou normativní školu Hanse Kelsena a formovala mnoho právníků, kteří na brněnské fakultě vystudovali. Rozlišovala mezi skutečností a právní normou a na základě toho se snažila o čistou metodologii právní vědy, založenou jen na zkoumání závaznosti právních norem, tzn. toho, co má být. Vedle ní zde také vytvořil vlastní teleologickou národohospodářskou školu Karel Engliš. Kromě zakladatelského profesorského sboru na fakultě dále učil např. Zdeněk Neubauer ústavní právo, mezinárodní právo zde zaváděl Michal Arturovič Zimmermann, Jan Loevenstein a Vladimír Vybral učili finanční právo, František Rouček právo obchodní a směnečné, Vladimír Kubeš občanské právo, František Vážný, Adolf Procházka, Hynek Bulín nebo Karel Gerlich civilní řízení soudní, římské právo Jan Vážný, František Čáda právní dějiny, církevní právo Rudolf Wierer a statistickou vědu vyučoval Dobroslav Krejčí.
Po německé okupaci a protestech českých studentů 17. listopadu 1939 byly všechny české vysoké školy uzavřeny a budovu brněnské právnické fakulty si zvolilo za své sídlo moravské zemské velitelství gestapa, které zde také vyšetřovalo a lidový soud zde vynášel rozsudky smrti. Profesor Jan Vážný zahynul v koncentračním táboře Mauthausen a Bohumil Baxa byl za heydrichiády popraven. V poválečném období budovu chtěla naopak zabrat Rudá armáda, byla však právnické fakultě nakonec zachována, byť s problémy v technickém vybavení. Na škole navíc zůstali jen dva řádní (Weyr a Čáda) a tři mimořádní profesoři, bylo proto nutné učitelský sbor doplnit. Postupně se ale situace stabilizovala, pro právní filozofii byl profesorem Vladimír Kubeš, který zároveň vyučoval občanské právo, František Čáda se věnoval právním dějinám, František Weyr právu ústavnímu, správnímu právu Jaroslav Pošvář, mezinárodní právo vyučoval Bohumil Kučera a později Bohuslav Ečer, vědu a právo finanční Vladimír Vybral, Václav Chytil vedl ústav národního hospodářství, Hynek Bulín ústav civilního soudního řízení, Jiří Cvetler učil právo římské a František Kop právo církevní. Obnovit se nepodařilo pouze ústavy trestního práva, statistiky a kriminologie.
Období stabilizace a slibného rozvoje, kdy se každoročně na fakultu zapisovalo kolem dvou tisíc posluchačů, ale netrvalo dlouho, po Únoru 1948 bylo suspendováno devět vyučujících, zejména profesoři Weyr a Kubeš byli vystaveni značné persekuci. Fakultní akční výbor tehdy vedl Jaromír Blažke, který převzal ústav občanského práva a poté se stal i děkanem fakulty. Studia musela z politických důvodů ukončit i řada studentů, téměř polovina jich byla po tzv. přešetření studijního prospěchu v roce 1949 vyloučena. Politické čistky však nestačily, roku 1950 byla vládním nařízením celá fakulta zrušena s tím, že studium práv má být soustředěno pouze do Prahy a Bratislavy. V život tak už ani nevstoupily v témže roce zřízené katedry. Většina profesorů byla převedena do Slovanského ústavu a budova fakulty byla později dána do užívání Vojenské akademii.

### Obnovená fakulta

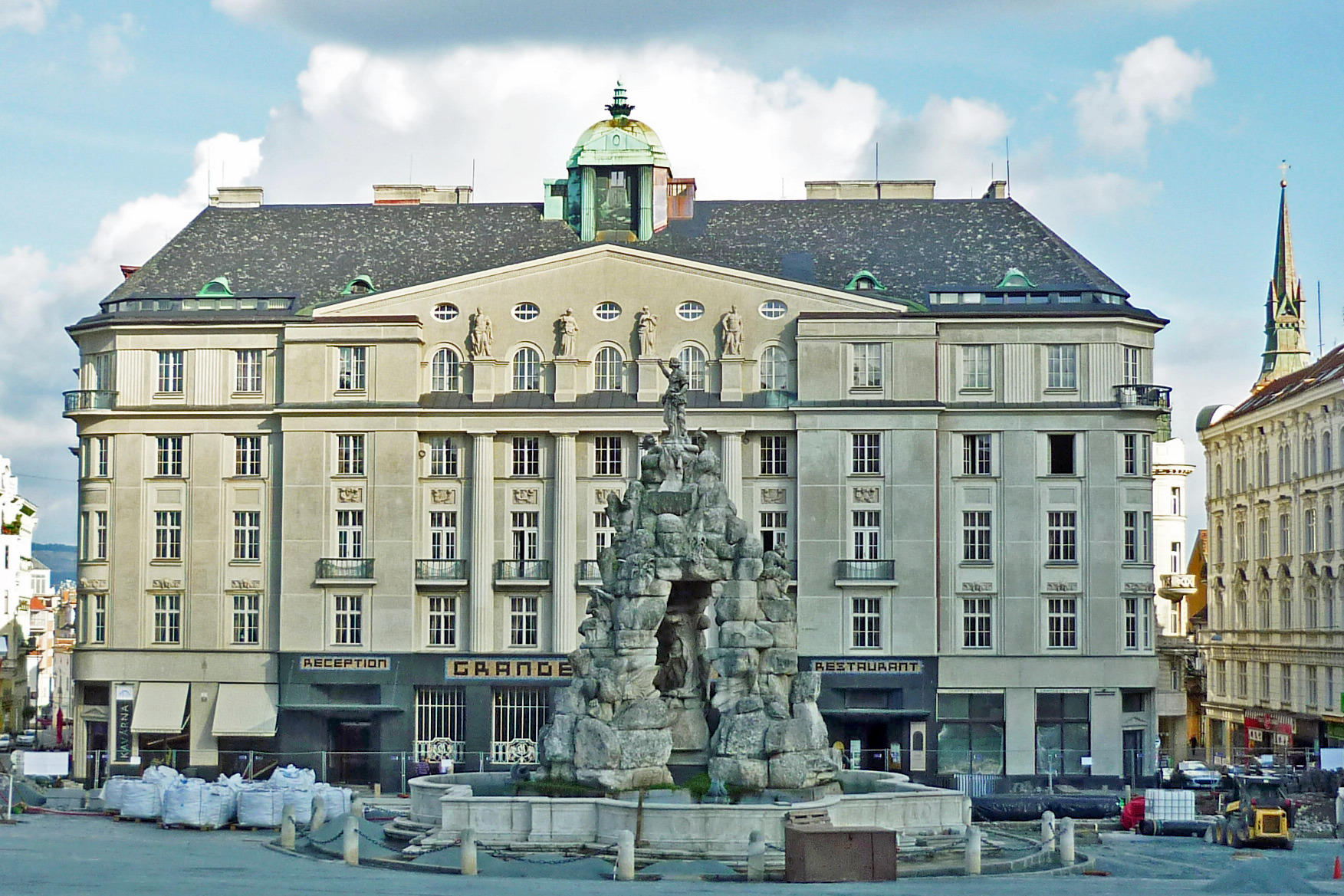
Sídlo fakulty v letech 1969–1990

K obnovení právnické fakulty mohlo dojít až na základě změněné politické situace během pražského jara, příslušné vládní nařízení bylo ovšem vydáno až v roce 1969, téhož roku byla zahájena výuka. Z původních profesorů se ale vrátili už jen Vladimír Kubeš, Hynek Bulín, Jiří Cvetler a Jaroslav Pošvář, také budova nebyla vojenskou akademií fakultě vrácena, získala provizorní a ne zcela vyhovující sídlo na Zelném trhu 2/3, v budově bývalé Cyrilometodějské záložny. Až do roku 1990 nesla označení podle už dříve přejmenované univerzity Právnická fakulta University Jana Evangelisty Purkyně v Brně. Děkanem se stal Vladimír Klokočka, který zároveň vyučoval ústavní právo, během normalizace ale musel odejít, stejně jako profesor Kubeš. Fakulta se v dalších letech zcela rozešla se svou tradicí svobodného vědecko-pedagogického pracoviště. V té době zde nicméně působil procesualista Josef Macur.
Teprve po sametové revoluci mohlo dojít k obnovení původního samosprávného akademického stavu, obměnilo se vedení fakulty i jednotlivých kateder, na katedru ústavního práva a politologie se mj. vrátil profesor Vladimír Klokočka. Byla zcela změněna koncepce studia, které bylo navíc prodlouženo ze čtyř na pět let, fakultě byla také vrácena její budova na Veveří, která je už od roku 1958 chráněna jako nemovitá kulturní památka. Na fakultě byl založen a v letech 1990–1996 v jejím rámci působil Mezinárodní politologický ústav.
V 90. letech byla do vstupní haly instalována plastika Zákoník od Vladimíra Preclíka, kterou v 70. letech odmítli poslanci Federálního shromáždění jako práci, která je „typicky pravicově oportunistická“. 10. dubna roku 2010 pak byla před budovou fakulty slavnostně odhalena socha prezidenta Edvarda Beneše, replika originálu od Karla Dvořáka, o což se zasloužili především členové Československé obce legionářské a Sdružení československých zahraničních letců 1939–1945.

## Symboly
Právnickou fakultu MU při slavnostních příležitostech typu imatrikulace nebo promoce symbolizují akademické insignie, a to žezlo Právnické fakulty z roku 1938, na jehož hlavici je alegorická postava Spravedlnosti s mečem, a řetěz děkana Právnické fakulty z roku 1936, přičemž na medaili je na aversu poprsí Albína Bráfa a na reversu liktorské pruty se sekyrou a nápis „Lex dura sed lex“. K označení diplomů a jiných dokumentů fakulta používá historické pečeti. Barvou fakulty je fialová (Pantone 2593 C), v této barvě je např. provedeno logo fakulty, na němž je vyobrazena postava Spravedlnosti s mečem a paprsky a kolem ní je v kruhu nápis „Universitas Masarykiana Brunensis. Facultas iuridica“.

## Studium a věda

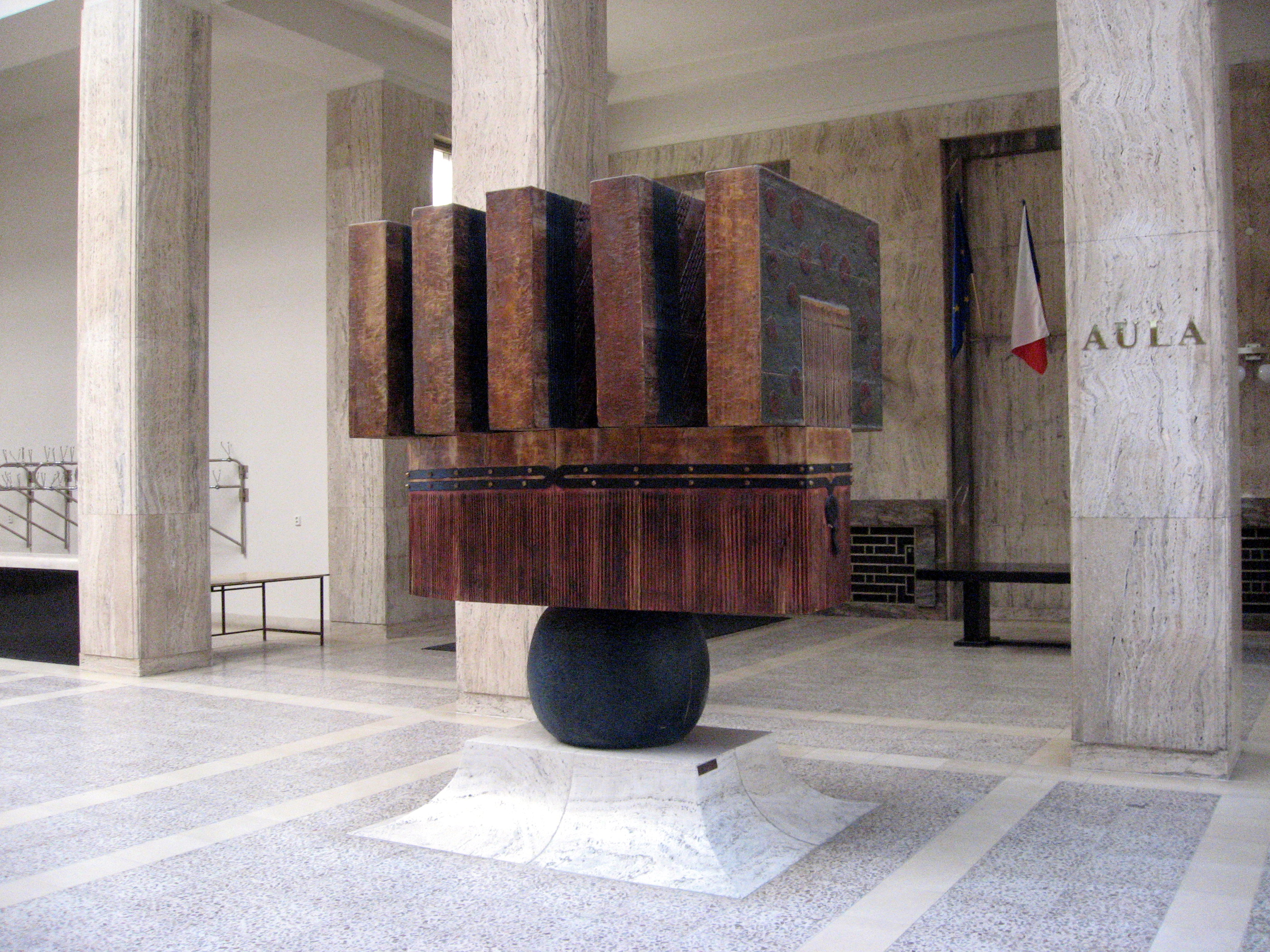
Plastika Zákoník ve vstupní hale (autor Vladimír Preclík)

Fakulta umožňuje získat kvalifikaci právníka. Nabízí studium:
- v tříletých bakalářských programech Veřejná správa, Teorie a praxe trestního a správního procesu, Mezinárodněprávní obchodní studia a Vyšší justiční úředník (titul Bc.).
- v pětiletém magisterském programu Právo a právní věda (titul Mgr., po absolvování studia je možné vykonat nepovinnou rigorózní zkoušku a získat titul JUDr.), a ve dvouletém navazujícím magisterském programu Veřejná správa (titul Mgr.).
- ve čtyřletém doktorském programu Teoretické právní vědy (titul Ph.D.), konkrétně v oborech Dějiny práva a římské právo, Finanční právo a finanční vědy, Mezinárodní a evropské právo, Mezinárodní právo soukromé, Civilní právo a civilní právo procesní, Obchodní právo, Právo informačních a komunikačních technologií, Správní právo a právo životního prostředí, Teorie práva, Trestní právo, Ústavní právo a státověda, Comparative Constitutional Law, Intellectual Property Law, Comparative Corporate, Foundation and Trust Law, Legal Theory and Public Affairs.

Přijímací řízení probíhá formou celouniverzitního písemného testu studijních předpokladů (TSP), který je rozdělen do šesti částí, a který rovnoměrně testuje verbální, numerické a kritické myšlení, analytické myšlení a úsudky, prostorovou představivost a kulturní přehled uchazečů. Pro akademický rok 2014/2015 se do bakalářských programů Právní specializace a Veřejná správa hlásilo 912, resp. 847 uchazečů, přijato bylo 191, resp. 98 z nich. Do magisterského studijního programu Právo a právní věda bylo zaregistrováno 2798 přihlášek a přijato bylo 483 uchazečů, úspěšnost zde tedy činila 17 %.
Magisterští studenti si mohou během studia vybrat mezi více povinně volitelnými předměty, které jsou zaměřené na simulovaná soudní jednání či rozhodčí řízení, konstrukci smluv, tvorbu práva apod., nebo které ve formě právních klinik umožňují seznámit se s praxí různých institucí (např. veřejného ochránce práv). Kromě toho musí v závěru studia absolvovat odbornou praxi. Studenti mohou v rámci programu Erasmus+ vyjíždět studovat na zahraniční fakulty, mohou se také zúčastnit řady mezinárodních soutěží Moot court a soutěžit se svými pracemi v rámci Studentské vědecké a odborné činnosti (SVOČ) nebo v soutěžích IUS et SOCIETAS a Cena Františka Weyra. Fakulta se účastní operačního programu Vzdělávání pro konkurenceschopnost a koná se zde také mnoho workshopů a mezinárodních vědeckých konferencí, každoročně např. Dny práva, zaobírající se aktuálními právními problémy, Cyberspace, zaměřená na právo v IT, nebo COFOLA, mezinárodní konference pro mladé vědce.
Na fakultě je také možno absolvovat dvouleté mezinárodní praktické programy zaměřené na obchodní právo nebo veřejnou správu a získat od britské Nottingham Trent University tituly LL.M. nebo MPA. Fakulta dále realizuje celoživotní vzdělávání a nabízí také zpracování posudků a expertiz v oblasti práva a osobní konzultace s akademickými pracovníky, nikoli však bezplatné právní poradenství pro veřejnost. Veřejnosti je přístupna i Ústřední knihovna s půjčovnou a čítárnou, v jejímž rámci působí Evropské dokumentační středisko, které shromažďuje informace jak o Evropské unii, tak o Radě Evropy. Kromě řady odborných monografií fakulta vydává Časopis pro právní vědu a praxi, Masaryk University Journal of Law and Technology a Revue pro právo a technologie.

### Ranking
V rámci několika srovnání, která realizovala různá česká periodika se Právnická fakulta Masarykovy univerzity pravidelně umisťuje na první pozici. Ze srovnání všech českých právnických fakult, které uskutečnily Hospodářské noviny v roce 2011, vyšla jako nejlepší. Stejného výsledku dosáhla téhož roku a také v roce 2012 ve srovnání Lidových novin. V roce 2013 ze srovnání Hospodářských novin vyšla opět na prvním místě, o dva roky později klesla na třetí místo, ale roku 2016 byla Hospodářskými novinami opět hodnocena jako nejlepší.  V žebříčku časopisu TÝDEN dosáhla v roce 2018 druhého místa  o rok později byla hodnocena jako nejlepší a toto hodnocení si udržela až do roku 2020.   V prestižním mezinárodním srovnávacím žebříčku Times Higher Education Rankings, se v roce 2020 umístila na 126. - 150. místě (nejlépe z českých právnických fakult), v roce 2021 na místě 151.+ (ve stejné skupině, jako právnická fakulta Univerzity Karlovy) a v žebříčku pro rok 2022 dokonce na 88. místě (s velkým předstihem před právnickou fakultou Univerzity Karlovy, která se umístila ve skupině 201.+ jako druhá z českých právnických fakult).

## Organizace fakulty
Hlavním samosprávným orgánem fakulty je dvacetičlenný akademický senát, který reprezentuje celou akademickou obec fakulty, protože 10 členů je voleno z řad akademických pracovníků (komora akademických pracovníků) a 10 členů z řad studentů (studentská komora). Řádné zasedání senátu se dle statutu fakulty musí konat nejméně dvakrát za semestr, v akademickém roce 2014/2015 se řádná zasedání senátu konala vždy každé druhé pondělí v měsíci (na Masarykově univerzitě působí rovněž Akademický senát Masarykovy univerzity, kde v akademickém roce 2014/2015 měla právnická fakulta zastoupení v počtu tří učitelů a dvou studentů).
V čele fakulty ovšem stojí děkan, kterého na návrh akademického senátu fakulty na čtyřleté funkční období jmenuje a odvolává rektor Masarykovy univerzity a který rozhoduje a jedná jménem univerzity ve věcech týkajících se právnické fakulty. K dispozici má jako poradní orgán kolegium děkana, složené z proděkanů, tajemníka fakulty, který řídí hospodářskou a vnitřní správu fakulty, a z předsedy akademického senátu. Jednotliví proděkani jsou jmenováni děkanem a zastupují jej ve svěřeném úseku činnosti, disciplinární přestupky studentů projednává disciplinární komise. Dlouhodobý vzdělávací a vědecký záměr fakulty formuluje její vědecká rada, jejíž členy se souhlasem akademického senátu jmenuje a odvolává děkan z řad významných představitelů právních oborů, přičemž nejméně třetina z nich je externích.
Fakulta je rozčleněna na katedry a ústavy, které zajišťují výuku jednotlivých předmětů, dále na účelová zařízení a děkanát, jenž je administrativním centrem. Tyto pracoviště se mohou nadále dělit do oddělení či jiných útvarů zřizovaných vedoucím pracoviště po předchozím souhlasu děkana. Také zde působí oddělení celouniverzitního Centra jazykového vzdělávání. Katedry jsou základní organizační složkou fakulty pro řízení a rozvoj vzdělávací a tvůrčí činnosti, v každé katedře působí alespoň tři akademičtí pracovníci. Katedry působící na Právnické fakultě MU jsou katedra dějin státu a práva, katedra právní teorie, katedra občanského práva, katedra obchodního práva, katedra ústavního práva a politologie, katedra správní vědy a správního práva, katedra trestního práva, katedra mezinárodního a evropského práva, katedra finančního práva a národního hospodářství, katedra práva životního prostředí a pozemkového práva a katedra civilního práva procesního. Ústavy zde působí dva, Ústav práva a technologií a Ústav pro otázky soudnictví. Katedry zabezpečují výuku předmětů v jednotlivých studijních programech a jsou tvořeny akademickými i neakademickými pracovníky. Mezi akademické pracovníky patří učitelé (profesoři, docenti, odborní asistenti, asistenti, lektoři) a další vědečtí a výzkumní pracovníci, stejně jako interní studenti doktorského studia, kteří mohou být lektory. Každá katedra má děkanem jmenovaného vedoucího, který je vybírán zejména z profesorů či docentů, a to po projednání katedrou a akademickým senátem fakulty. Mezi účelová zařízení patří Ústřední knihovna, Centrum informačních technologií a Centrum celoživotního vzdělávání.
| katedry a ústavy                                      | vedoucí                                               | profesoři a docenti |
| ----------------------------------------------------- | ----------------------------------------------------- | --- |
| Katedra právní teorie                                 | doc. JUDr. Martin Hapla, Ph.D.                        | prof. JUDr. PhDr. Miloš Večeřa, CSc. doc. JUDr. Tomáš Sobek, Ph.D. doc. JUDr. Mgr. Martin Škop, Ph.D. doc. PhDr. Martina Urbanová, Ph.D. doc. JUDr. Martin Hapla, Ph.D. |
| Katedra ústavního práva a politologie                 | JUDr. Ladislav Vyhnánek, Ph.D., LL.M.                 | prof. JUDr. Jan Filip, CSc. doc. JUDr. David Kosař, Ph.D., LL.M., J.S.D. doc. JUDr. Zdeněk Koudelka, Ph.D. doc. JUDr. Mgr. Pavel Molek, Ph.D., LL.M. doc. JUDr. Vojtěch Šimíček, Ph.D. doc. JUDr. PhDr. Robert Zbíral, Ph.D.                                                                                           |
| Katedra dějin státu a práva                           | doc. JUDr. Bc. Jaromír Tauchen, Ph.D., LL.M. Eur.Int. | prof. JUDr. Ladislav Vojáček, CSc. doc. JUDr. Pavel Salák, Ph.D. doc. JUDr. Bc. Jaromír Tauchen, Ph.D., LL.M. Eur.Int. |
| Katedra správní vědy a správního práva                | doc. JUDr. Lukáš Potěšil, Ph.D.                       | prof. JUDr. Petr Průcha, CSc. doc. JUDr. Petr Havlan, CSc. doc. JUDr. Lukáš Potěšil, Ph.D. doc. JUDr. Soňa Skulová, Ph.D. |
| Katedra občanského práva                              | doc. JUDr. Pavel Koukal, Ph.D.                        | prof. JUDr. Jan Hurdík, DrSc. prof. JUDr. Zdeňka Králíčková, Ph.D. prof. JUDr. Kateřina Ronovská, Ph.D. prof. JUDr. Markéta Selucká, Ph.D. prof. Dr. Martin Schauer doc. JUDr. Pavel Koukal, Ph.D. doc. JUDr. Filip Melzer, LL.M., Ph.D.                                                                               |
| Katedra trestního práva                               | prof. JUDr. Věra Kalvodová, Dr.                       | prof. JUDr. Jaroslav Fenyk, PhD., DSc., Univ. Priv. Prof. prof. JUDr. Marek Fryšták, Ph.D. prof. JUDr. Věra Kalvodová, Dr. doc. JUDr. Josef Kuchta, CSc. |
| Katedra mezinárodního a evropského práva              | prof. JUDr. Filip Křepelka, Ph.D.                     | prof. JUDr. Filip Křepelka, Ph.D. prof. JUDr. Jiří Malenovský, CSc. prof. JUDr. Naděžda Rozehnalová, CSc. prof. JUDr. Vladimír Týč, CSc. doc. JUDr. Klára Drličková, Ph.D. doc. JUDr. Tereza Kyselovská, Ph.D. doc. JUDr. David Sehnálek, Ph.D. doc. JUDr. Ondřej Svaček, Ph.D., LL.M. doc. JUDr. Jiří Valdhans, Ph.D. |
| Katedra obchodního práva                              | doc. JUDr. Josef Kotásek, Ph.D.                       | prof. JUDr. Josef Bejček, CSc. doc. JUDr. Josef Kotásek, Ph.D. doc. JUDr. Dana Ondrejová, Ph.D. doc. JUDr. Ing. Josef Šilhán, Ph.D. |
| Katedra finančního práva a národního hospodářství     | doc. JUDr. Petr Mrkývka, Ph.D.                        | prof. JUDr. Petr Hůrka, Ph.D. prof. JUDr. Ing. Michal Radvan, Ph.D. doc. Ing. Ladislav Janíček, Ph.D., MBA, LLM doc. JUDr. Michal Janovec, Ph.D. doc. JUDr. Petr Mrkývka, Ph.D. doc. Ing. Martin Svoboda, Ph.D. doc. Ing. Eva Tomášková, Ph.D.                                                                         |
| Katedra práva životního prostředí a pozemkového práva | doc. JUDr. Vojtěch Vomáčka, Ph.D., LL.M.              | doc. JUDr. Jakub Hanák, Ph.D. doc. JUDr. Vojtěch Vomáčka, Ph.D., LL.M. |
| Katedra civilního práva procesního                    | doc. JUDr. Petr Lavický, Ph.D.                        | doc. JUDr. Petr Lavický, Ph.D. |
| Ústav práva a technologií                             | doc. JUDr. Matěj Myška, Ph.D.                         | prof. JUDr. Radim Polčák, Ph.D. doc. JUDr. Matěj Myška, Ph.D. |
| Ústav pro otázky soudnictví                           | doc. JUDr. David Kosař, Ph.D., LL.M., J.S.D.          | doc. JUDr. David Kosař, Ph.D., LL.M., J. S. D. |

### Vedení fakulty
- doc. JUDr. Mgr. Martin Škop, Ph.D. – děkan[41]
- JUDr. Jana Jurníková, Ph.D. – proděkanka pro magisterské studium[41]
- doc. JUDr. David Sehnálek, Ph.D. – proděkan pro bakalářské studium a navazující magisterské studium[41]
- doc. Ing. Eva Tomášková, Ph.D. – proděkan pro strategii a rozvoj fakulty[41]
- doc. JUDr. Ing. Josef Šilhán, Ph.D. – proděkan pro doktorské studium a rigorózní řízení[41]
- doc. JUDr. PhDr. Robert Zbíral, Ph.D. – proděkan pro vědu a výzkum[41]
- doc. JUDr. Ing. Michal Radvan, Ph.D. – proděkan pro zahraniční a vnější vztahy[41]
- Ing. Blanka Přikrylová – tajemnice[41]
- JUDr. Dominik Židek, Ph.D. – předseda akademického senátu[41]